# Liberté de religion en Azerbaïdjan
 (novembre 2017).
Si vous disposez d'ouvrages ou d'articles de référence ou si vous connaissez des sites web de qualité traitant du thème abordé ici, merci de compléter l'article en donnant les références utiles à sa vérifiabilité et en les liant à la section « Notes et références ».
L'Azerbaïdjan est un pays multiculturel, multi-religieux et laïc. 
Des gens de nombreuses religions coexistent en Azerbaïdjan. L'article 48 de la Constitution de l'Azerbaïdjan garantit le droit à la liberté et les personnes de toutes confessions peuvent choisir et pratiquer leur religion sans restriction. L'article 18 de la Constitution de l'Azerbaïdjan stipule que la religion agit séparément des affaires de l’État et du gouvernement. Les gens de toutes les croyances sont égaux devant la loi et la propagande de toute religion, y compris l'islam, alors que la majorité de la population est musulmane, est toujours interdite strictement comme un cas d'humanisme contradictoire.

## Démographie religieuse
Le pays a une population de 9,8 millions (2017). Il n'y avait pas de statistiques fiables sur l'appartenance à des groupes religieux spécifiques ; Cependant, selon les chiffres officiels, environ 96 % de la population est musulmane. Le reste de la population se compose principalement d'orthodoxes russes, d'Arméniens apostoliques (presque tous vivent dans la région sécessionniste du Haut-Karabagh), de Juifs et de non-croyants. Dans la majorité musulmane, l'observance religieuse est relativement faible et l'identité musulmane tend à être plus basée sur la culture et l'ethnicité que la religion. Selon le Comité d’État sur le travail avec les associations religieuses, la population musulmane est d'environ 85 % chiite et 15 % sunnite, traditionnellement les différences ne sont pas clairement définies. Dans un rapport de 2016, le département d'État américain estime le nombre à 65 % chiites et 35 % sunnites pour l'année 2011.
La grande majorité des chrétiens sont orthodoxes russes. Selon le département d'État américain, leur « identité, comme celle des musulmans, tend à être fondée autant sur la culture et l'ethnicité que sur la religion ». Les chrétiens étaient concentrés dans les zones urbaines de Bakou et de Sumqayıt, la troisième plus grande ville.
Les chiites, les sunnites, les orthodoxes russes et les juifs sont considérés comme les groupes religieux « traditionnels » du pays. De petites congrégations de luthériens, de catholiques romains, de baptistes, de molokans (vieux croyants), d'adventistes du septième jour et de bahá'ís sont présentes depuis plus de 100 ans.
Depuis le début du XXIe s., un certain nombre de groupes religieux considérés comme étrangers ou « non traditionnels » ont établi une présence, y compris les musulmans « wahhabites » et salafistes, les chrétiens pentecôtistes et évangéliques, les témoins de Jéhovah et Hare Krichna.
Il y avait d'importantes communautés chrétiennes et musulmanes expatriées à Bakou ; les autorités autorisaient généralement ces groupes à pratiquer leur culte librement.

## Statut de la liberté religieuse

### Cadre juridique et politique
La Constitution dispose que les personnes de toutes confessions peuvent choisir et pratiquer leur religion sans restriction. En vertu de la Constitution, chaque personne a le droit de choisir et de changer sa propre appartenance religieuse et sa propre croyance (y compris l'athéisme), de rejoindre ou d'établir le groupe religieux de son choix et de pratiquer sa religion. La loi sur la liberté religieuse interdit expressément au gouvernement de s'ingérer dans les activités religieuses de tout individu ou groupe ; cependant, il existe des exceptions, y compris des cas où l'activité d'un groupe religieux « menace l'ordre public et la stabilité ».
Un certain nombre de dispositions légales permettent au gouvernement de réglementer les groupes religieux. L'obligation pour les organisations religieuses en Azerbaïdjan de se faire enregistrer par  le Comité d’État des associations religieuses de la République d'Azerbaïdjan est conforme à la loi adoptée le 21 juin 2001. Après l'adoption de la loi sur la liberté de religion (8 mai 2009), le processus d'enregistrement a été modifié et les organisations déjà enregistrées ont dû à nouveau s'inscrire auprès du Comité d’État pour les associations religieuses cette fois. Ce processus permet au Comité d’État pour les associations religieuses de suivre le processus d'enregistrement; et si nécessaire, faire appel aux tribunaux pour mettre fin aux activités des groupes religieux. L'inscription est traitée en fonction de l'emplacement mentionné dans la demande. Quand il y a un changement dans l'emplacement de l'organisation, il doit être signalé au Comité d’État des associations religieuses de la République d'Azerbaïdjan et les modifications appropriées doivent être faites dans le processus d'inscription. Après s'être enregistrés auprès du Comité d’État des associations religieuses de la République d'Azerbaïdjan, les groupes religieux obtiennent le droit de fonctionner en tant qu'entité légale, d'avoir un compte en banque et de louer une propriété.
Depuis 2001, les groupes religieux doivent s'inscrire auprès du Comité d’État des associations religieuses de la République d'Azerbaïdjan. Le Comité d’État des associations religieuses de la République d'Azerbaïdjan dispose de pouvoirs étendus en matière d'enregistrement, de publication, d'importation et de distribution de la littérature religieuse, et elle peut suspendre les activités des groupes religieux qui enfreignent la loi. Certains groupes religieux ont eu des difficultés avec la désapprobation de l'enregistrement selon le International Religious Freedom Report 2015, les demandes sont refusées conformément à la législation. Lorsque tous les documents nécessaires organisés de manière appropriée sont présentés à l'entité responsable, l'enregistrement est accompli. Si les actions, objets ou instructions des groupes religieux s'opposent à la législation de l'Azerbaïdjan, ou si sa charte et d'autres documents sont en contradiction avec les lois, ou s'ils contiennent de fausses informations, l'enregistrement de ces groupes peut être refusé par les autorités compétentes. Les groupes religieux ont le droit de faire appel de la désapprobation de l'enregistrement devant les tribunaux.
Selon le Comité d’État des associations religieuses de la République d'Azerbaïdjan, elle a enregistré 48 nouveaux groupes entre mai 2006 et juin 2007 et n'a rejeté aucune demande. Tous les groupes nouvellement enregistrés étaient des communautés musulmanes.  le Comité d’État des associations religieuses de la République d'Azerbaïdjan a recensé 392 communautés religieuses enregistrées dans le pays.
En vertu de la loi sur la liberté de religion, les partis politiques ne peuvent pas s'engager dans une activité religieuse et les chefs religieux n'ont pas le droit de solliciter une charge publique. Les installations religieuses ne peuvent être utilisées à des fins politiques.
La loi sur la liberté religieuse, que le gouvernement applique, interdit aux étrangers de faire du prosélytisme.
Les organisations musulmanes enregistrées sont subordonnées au Conseil des musulmans Caucasiens (CMB), un muftiate (en) de l'ère soviétique qui nomme les religieux musulmans dans les mosquées, surveille périodiquement les sermons et organise des pèlerinages annuels à La Mecque.
Les groupes religieux musulmans doivent recevoir une lettre d'approbation du CMB avant de pouvoir être enregistrés par le Comité d’État des associations religieuses. Certains chefs religieux musulmans se sont opposés à l'ingérence du CMB et de  le Comité d’État des associations religieuses.
L'instruction religieuse n'est pas obligatoire, et il n'y a pas de programme religieux pour les écoles primaires et secondaires publiques; Cependant, il n'y a aucune restriction à l'enseignement de la religion dans les écoles publiques.

## Restrictions à la liberté religieuse
Des cinq principales églises baptistes, trois se sont enregistrées avec succès ; Cependant, au cours de la période considérée,  le Comité d’État des associations religieuses a de nouveau rejeté les demandes des églises baptistes d'Aliabad (qui demandait l'enregistrement depuis 15 ans) et de Neftçala. 
En décembre 2006, des responsables du Comité d’État des associations religieuses auraient déclaré à la communauté de l'Assemblée de Dieu à Bakou qu'il lui faudrait donner un préavis de réunions à l'AOSC afin d'être enregistré. Les Assemblées de Dieu ont rapporté avoir essayé à plusieurs reprises d'enregistrer leurs églises à Bakou et à Soumgaït - la dernière fois en janvier 2007 - mais n'ont pas reçu de réponse du Comité d’État des associations religieuses. Un représentant de l'Assemblée de Dieu a rencontré des représentants du Comité d’État des associations religieuses en mai et juin 2007 pour faire avancer le processus d'enregistrement, mais le Comité d’État des associations religieuses a déclaré qu'elle était encore en train d'examiner la demande. En juin, la police a également interféré dans l'une des réunions de l'église à Bakou. 
La mosquée Juma est restée fermée depuis juin 2004 ; l'imam de la mosquée n'était toujours pas autorisé à voyager à l'étranger à la fin de la période considérée.
En mai 2007, le chef du Comité d’État des associations religieuses, Hidayat Orujov, a déclaré que seules 9 des 49 mosquées de Quba étaient enregistrées. Les commentateurs locaux ont rapporté que les salafistes étaient particulièrement actifs dans les régions du nord du pays, Quba et Katchmaz. 
La loi sur la liberté religieuse interdit expressément le prosélytisme religieux par des étrangers, et le gouvernement applique strictement ce principe. Le Gouvernement s'inquiète des groupes missionnaires islamiques (principalement iraniens et wahhabites) qui opèrent dans le pays et, comme les années précédentes, restreignent leurs activités.
Certains Musulmans se sont plaints de l'utilisation prétendument aveugle du terme « Wahhabite » par le Comité d’État des associations religieuses pour jeter une ombre sur les musulmans pieux. Les chrétiens protestants locaux ont également affirmé que le président du Comité d’État des associations religieuses, Orujov, a qualifié de dérogatoires leurs organisations de « sectes ».
En mai 2007, un tribunal de Bakou a condamné un journaliste et le rédacteur en chef du journal de Sanat pour « incitation à la haine religieuse ». Le journaliste a été condamné à une peine d'emprisonnement de trois ans, et le rédacteur en chef a reçu un mandat de quatre ans. Le journaliste avait écrit un article, publié en novembre 2006, affirmant que les valeurs islamiques retardaient le développement du pays.
La loi autorise la production et la diffusion de la littérature religieuse avec l'approbation du Comité d’État des associations religieuses. Seule la littérature religieuse, qui favorise l'intolérance religieuse, la discrimination et les idées religieuses radicales, est limitée à l'importation dans le pays par le Comité d’État des associations religieuses. 
Le gouvernement réglemente les voyages aux fins de la formation religieuse. Les voyageurs éventuels doivent obtenir la permission du Comité d’État des associations religieuses ou du ministère de l'Éducation ou s'en faire enregistrer auprès du Comité d’État des associations religieuses pour se rendre à l'étranger pour des études religieuses. 
Aucune identification religieuse n'est requise dans les passeports ou autres documents d'identité. Cependant, le Centre pour la protection de la conscience et la liberté religieuse a rapporté que les autorités interdisaient aux femmes musulmanes de porter le foulard sur les photos de passeport et autres documents d'identité officiels.
Certains responsables locaux ont continué à décourager les femmes musulmanes de porter le foulard dans les écoles.
Le site officiel des Témoins de Jéhovah a rapporté le 23 mars 2015 que « l'intolérance religieuse s'intensifie en Azerbaïdjan, les forces de l'ordre imposant de lourdes amendes aux Témoins de Jéhovah et les emprisonnant ». Il a ajouté : « Les autorités poursuivent pénalement les Témoins pour s'être réunis pour le culte et pour avoir parlé de leurs croyances aux autres »[réf. nécessaire].
Des articles de presse indiquaient que l'Église apostolique arménienne jouissait d'un statut spécial dans la région du Haut-Karabakh. La population majoritairement musulmane et azerbaïdjanaise du Haut-Karabakh et des sept territoires occupés avait fui la région pendant le conflit avec l'Arménie dans les années 1990 et était restée incapable de retourner dans ces régions.
Au cours de la période considérée, plusieurs policiers ont arrêté des wahhabites et parfois confisqué des armes et de la littérature, en particulier dans les régions du nord de Quba, Khatchmaz, Gakh et Zagatala, selon des contacts locaux et la presse. En avril 2007, par exemple, la police a arrêté 16 soi-disant salafistes radicaux à Khatchmaz.

## Antisémitisme
L'antisémitisme est l'une des formes d'intolérance nationale, exprimée dans une attitude hostile à l'égard des Juifs en tant que groupe ethnique ou religieux. L'antisémitisme n'est pas observé en Azerbaïdjan. Au cours des siècles, différents groupes ethniques et linguistiques de Juifs ont vécu sur le territoire de l'Azerbaïdjan : juifs montagnards, ashkénazes, juifs kurdes, juifs géorgiens. Au XIXe siècle, la majorité de la population juive d'Azerbaïdjan était juive de montagne, au XXe siècle la majorité était Ashkénaze. Le centre juif principal était la ville de Quba, où, en 1835, 5 492 personnes étaient juives (dont 2 718 concentrées dans le quartier juif). En 1866 dans la ville vivait 6 282 Juifs. Des communautés relativement importantes de Juifs de montagne étaient également présentes dans les villages de Vartachen et Mudji. En 1864, dans le village de Vartachen (depuis 1990 - Oğuz), la majorité de la population était juive. En 1886 il y vivaient 1 400 Juifs, il y avait trois maisons de prière et deux Talmud-Huns[Quoi ?] avec 40 élèves. On[Qui ?] sait que le nombre total de lettrés capables de lire la Torah était de 70 personnes, parmi lesquelles il y avait cinq Juifs qui étaient appelés rabbins. En 1917 l'hebdomadaire Kavkazer Vochenblat (en yiddish) a été publié à Bakou, en 1917-1918 - l'hebdomadaire Caucasian Jewish Herald avec l'application[Quoi ?] Palestine. En 1919, le journal Tobushi sabhi (en hébreu-tatare) a été publié pendant un certain temps. Avec l'établissement définitif du pouvoir soviétique (avril 1920), la presse juive indépendante a cessé d'exister. Depuis 1922, le journal Korsokh a été publié dans la capitale de l'Azerbaïdjan dans la langue hébraïque-tatare - l'organe du Comité caucasien du Parti communiste juif et son organisation de jeunesse. Dans les années 1990, il y avait deux synagogues à Bakou, ainsi que des synagogues à Quba et Oğuz et une synagogue à Privolnoye. En septembre 1993, un séminaire des rabbins d'Azerbaïdjan, de Géorgie et du Daghestan s'est tenu à Bakou. En 1994, une yechiva a été ouverte. En 1997, une synagogue de Juifs géorgiens a été ouverte à Bakou. Au début des années 2000,dans la banlieue de Quba, il y avait trois synagogues. Depuis 1999, un lycée religieux juif existe à Bakou. Selon les données de 1994, l'hébreu était enseigné à l'université et dans deux lycées de la capitale. Des cours d'hébreu ont été organisés à Bakou, Quba et Oğuz. Des représentants de l'Agence Juive et des enseignants d'Israël ont fourni une aide précieuse dans l'organisation des cours. Parmi les étudiants des cours il y avait aussi des non-juifs. Devant le public se trouvaient un ensemble juif de musique de chambre, une chorale d'enfants, un ensemble de danse. La radio et la télévision locale diffusent régulièrement des disques de musique pop israélienne. La direction de l'Azerbaïdjan cherche à établir des liens politiques et économiques avec Israël. Les relations diplomatiques ont été établies en 1993. Le 11 mai 1994, le chargé d'affaires de l'État d'Israël en Azerbaïdjan, Eliezer Yotvat, a présenté ses lettres de créance au président Heydar Aliyev. En août 1999, la délégation parlementaire israélienne a effectué une visite officielle en Azerbaïdjan. Le volume des exportations d'Israël vers l'Azerbaïdjan en 1993 s'élevait à 545 000 dollars, les importations - douze mille. En 1994, les exportations et les importations ont considérablement augmenté.

## Améliorations et développements positifs dans le respect de la liberté religieuse
Certains groupes religieux[Lesquels ?] du pays ont signalé une amélioration de leur capacité à fonctionner librement. Plusieurs églises ont indiqué qu'elles avaient reçu ou s'attendaient à recevoir leur inscription, qu'elles étaient en mesure d'importer de la documentation religieuse et se sont rencontrées sans ingérence du gouvernement.
Le gouvernement favorise la compréhension interconfessionnelle. Le Comité d’État des associations religieuses a convoqué à plusieurs reprises des dirigeants de diverses communautés religieuses pour résoudre des conflits en privé et a organisé des forums pour les fonctionnaires en visite afin de discuter de questions religieuses avec des personnalités religieuses. Le Comité d’État des associations religieuses organise régulièrement plusieurs séminaires, conférences et réunions régionales sur la liberté religieuse et la tolérance. Les 26 et 27 avril 2007, l'Azerbaïdjan a accueilli la conférence internationale sur le rôle des médias dans le développement de la tolérance et de la compréhension mutuelle» en tant que membre de l'Organisation de la Conférence islamique.
En mai 2007, la construction d'un nouveau complexe éducatif juif a débuté. Les autorités ont également réservé une aile d'une école de Bakou pour des cours laïcs et religieux à 200 étudiants juifs.

## Activités interreligieuses
Le gouvernement azerbaïdjanais encourage la tolérance religieuse en organisant des manifestations interreligieuses et en soutenant financièrement des ateliers sur ce sujet. Un certain nombre de conférences régionales ont été organisées par le gouvernement afin de stimuler la tolérance religieuse et de lutter contre le radicalisme religieux. L'Azerbaïdjan a accueilli le 7e Forum mondial de l'Alliance des civilisations des Nations unies.
Le pape François s'est rendu en Azerbaïdjan en octobre 2016 et a exprimé publiquement ses opinions positives sur le dialogue interreligieux et la tolérance religieuse dans le pays.
Le Comité d’État des associations religieuses de la République d'Azerbaïdjan organise des conférences, des dialogues, des événements publics, des formations et des séminaires relatifs aux questions religieuses avec la participation de représentants de différentes religions. Le Forum Jeunesse du Centre régional eurasien de la Conférence islamique est l'une des organisations qui soutiennent ce type d'activités avec  le Comité d’État des associations religieuses.
Une conférence internationale sur « La solidarité islamique - Un défi du temps » organisée par le Conseil des musulmans du Caucase, Comité d'État des associations religieuses, le Centre international du multiculturalisme de Bakou et l'Académie nationale des sciences de l'Azerbaïdjan a eu lieu le 15 mars 2017 à Bakou.
Le séminaire sur «Le multiculturalisme et la tolérance interreligieuse : l'expérience de l'Azerbaïdjan et son importance pour l'Europe» a été organisé par ISDP, le Centre international du multiculturalisme de Bakou et l'Ambassade d'Azerbaïdjan en Suède, le 23 septembre 2020.
Peu importe qu'il y ait un conflit en cours entre l'Arménie et l'Azerbaïdjan, la tolérance religieuse et ethnique est encouragée en Azerbaïdjan[non neutre]. Par conséquent, Catholicos de tous les Arméniens, Garéguine II Nersissian a visité Bakou pour participer au Sommet des leaders religieux mondiaux. Il a également été à l'église arménienne dans le centre de Bakou lors de sa visite. Cet événement a une signification historique, car c'était la première fois qu'un chef religieux arménien visitait Bakou après l'occupation des territoires de l'Azerbaïdjan.
Le Sommet des Chefs Religieux du Monde s'est tenu à Bakou le 1er juin 2010 à l'initiative du Conseil des Musulmans du Caucase et organisé par le Conseil Inter-Religieux de la CEI. Des représentants de groupes bouddhistes, chrétiens, juifs et musulmans, ainsi que des organisations internationales ont pris part à l'événement, y compris Cyrille de Moscou, et Garéguine II. À la fin de la conférence, une déclaration finale a été signée invitant les chefs religieux à élargir leurs activités pour promouvoir la paix et rejeter le radicalisme, les idéologies extrémistes, le séparatisme agressif et le terrorisme.

## Violences sociétales et discrimination
Certains cas d'abus sociétaux ou de discrimination fondée sur des croyances ou des pratiques religieuses ont été signalés. Il y avait des préjugés populaires contre les musulmans qui se convertissent à d'autres religions et l'hostilité envers les groupes qui font du prosélytisme, en particulier les chrétiens évangéliques et d'autres groupes missionnaires. Cela a été accentué par le conflit non résolu sur le Haut-Karabagh.
L'hostilité entre les Arméniens et les Azerbaïdjanais, intensifiée par le conflit du Haut-Karabagh, est restée forte. Dans les régions du pays contrôlées par les Arméniens, tous les Azéris ont fui et les mosquées qui n'avaient pas été détruites sont restées inactives. L'animosité envers les Arméniens d'autres parties du pays a forcé la plupart d'entre eux à fuir entre 1988 et 1990, et toutes les églises arméniennes, dont beaucoup ont été endommagées par des émeutes ethniques qui ont eu lieu il y a plus d'une décennie, sont restées fermées. En conséquence, les 10 000 à 30 000 Arméniens qui restaient brièvement n'ont pas pu assister aux services dans leurs lieux de culte traditionnels et ont dû cacher leur identité. En raison du manque de sécurité physique, presque tous les Arméniens restants ont également fui plus tard.
À la fin de la période considérée, les Témoins de Jéhovah de Bakou ont déclaré ne pas pouvoir utiliser un bâtiment qu'ils avaient loué pour des réunions religieuses depuis la signature d'un contrat de location en septembre 2006. Selon les Témoins de Jéhovah, des gardes de sécurité privés leur accès à la propriété le 21 septembre 2006, et la police locale a informé le groupe le 24 septembre qu'ils ne seraient pas en mesure de tenir des réunions dans l'espace en raison des plaintes des résidents. Le 17 avril 2007, quatre hommes auraient fait irruption dans le bâtiment et auraient attaqué deux Témoins de Jéhovah et des biens à l'intérieur. Le groupe a signalé que la police locale avait refusé d'enquêter sur l'incident malgré l'identification des agresseurs.
Comme lors des périodes précédentes, les journaux et les émissions de télévision décrivaient des groupes religieux non traditionnels comme des menaces à l'identité de la nation et sapant les traditions d'harmonie interconfessionnelle du pays, qui menaient au harcèlement local.
Au cours de la période considérée, des articles critiques sur le wahhabisme et des missionnaires chrétiens sont apparus dans les journaux, et une chaîne de télévision a diffusé des « expositions » de services religieux chrétiens.
L'hostilité existait aussi envers les activités missionnaires musulmanes étrangères (principalement iraniennes et wahhabites), que beaucoup considéraient comme des tentatives de diffusion de l'islam politique, et par conséquent comme une menace à la stabilité et à la paix. Les médias ont ciblé certaines communautés musulmanes que le gouvernement prétendait être impliqué dans des activités illégales.
Le 11 avril 2007, des individus non identifiés ont jeté un objet en feu par la fenêtre d'une église catholique nouvellement construite à Bakou. Le prêtre de l'église a publiquement déclaré que l'incident était presque certainement criminel et a remercié les autorités locales pour enquêter sur l'affaire.